# ليزلوت بليسنر
ليزلوت إليجارد كيارسجارد بليسنر (مواليد 6 يوليو 1960) هي دبلوماسية وموظفة مدنية دنماركية. هي السفيرة الحالية للدنمارك لدى المملكة العربية السعودية، وتعمل في الوقت نفسه سفيرة لدى الكويت والبحرين وعمان واليمن، وقد عملت سابقًا كممثلة دائمة للدنمارك لدى حلف شمال الأطلسي، من عام 2018 إلى عام 2022، وهي أول امرأة تشغل هذا المنصب.
شغلت بليسنر العديد من المناصب الدبلوماسية خلال مسيرتها المهنية، بما في ذلك منصب سفيرة الدنمارك لدى النمسا (2013–2018)، وفي الوقت نفسه عملت سفيرة غير مقيمة لدى شمال مقدونيا (2014–2017)، وسلوفاكيا (2014–2017)، وسلوفينيا (2014–2018) وألبانيا (2018). خلال فترة عملها كسفيرة للدنمارك في النمسا، عملت بليسنر أيضًا كممثلة مقيمة للدنمارك لدى الوكالة الدولية للطاقة الذرية، بالإضافة إلى منصب الممثل الدائم للدنمارك لدى منظمة الأمن والتعاون في أوروبا ومنظمة معاهدة الحظر الشامل للتجارب النووية ومنظمات الأمم المتحدة الأخرى في فيينا. شغلت في السابق منصب سفيرة الدنمارك لدى إسرائيل (2008–2013) ومديرة سياسية في وزارة الخارجية.

## حياتها المبكرة والتعليم
ولدت ليزلوت إليجارد كيارسجارد بليسنر في 6 يوليو 1960 في آرهوس، جوتلاند، الدنمارك. نشأت في فريديريسيا، وحضرت مدرسة سكجولدبورجفيجينز وتخرجت من مدرسة جيمنازيوم فريديريسيا.
في عام 1987، حصلت على درجة الماجستير في العلوم السياسية (Cand.scient.pol.) من جامعة آرهوس.

## مسريتها الدبلوماسية
تميزت مسيرة بليسنر في وزارة الخارجية الدنماركية بسلسلة من الأدوار والمسؤوليات ذات الأهمية المتزايدة. بدأت مسيرتها الدبلوماسية في عام 1987، في البداية في إدارة النقل البحري الدولي والطيران. ومنذ عام 1988، تم تعيينها في إدارة السياسات والتخطيط/التعاون الإنمائي، حيث كانت مساعدة لوكيل الوزارة للتعاون الإنمائي الدولي، وهو المنصب الذي شغلته حتى عام 1990. أصبح بليسنر فيما بعد ضابط مكتب في وزارة آسيا من عام 1990 إلى عام 1991.
في عام 1991، تم تعيين بليسنر في السفارة الدنماركية في بون، كسكرتيرة، ولكنها عادت إلى وطنها، حيث عملت كسكرتيرة خاصة لوزير الخارجية بين عامي 1995 و1996. في الفترة من عام 1996 إلى عام 1997، تولى بليسنر منصب رئيس المكتب الخاص لوزير الخارجية. وبعد ذلك، تم تعيينها نائبة لرئيس البعثة في السفارة الدنماركية في روما من عام 1997 إلى عام 2001، وأصبحت رئيسة قسم توسيع الاتحاد الأوروبي والعلاقات الثنائية مع دول وسط وشرق أوروبا، وسويسرا، وتركيا، وقبرص، ومالطا، من عام 2001 إلى عام 2003.
من عام 2003 إلى عام 2005، كانت رئيسة قسم العلاقات الثنائية مع دول منظمة التعاون الاقتصادي والتنمية وتوسيع الاتحاد الأوروبي، قبل ترقيتها إلى مديرة سياسية وسفيرة لوزارة الخارجية، وهو المنصب الذي شغلته من عام 2005 إلى عام 2008.
في أدوارها من عام 2001 إلى عام 2005، لعبت بليسنر دورًا محوريًا في التوسع الكبير للاتحاد الأوروبي خلال رئاسة الدنمارك للاتحاد الأوروبي في عام 2002، مما أدى إلى توسع الاتحاد الأوروبي في عام 2004، حيث قرر الاتحاد الأوروبي قبول 10 أعضاء جدد من أوروبا الوسطى والشرقية.

### إسرائيل
في عام 2008، تولت بليسنر أول منصب لها كسفيرة، لتصبح سفيرة الدنمارك لدى إسرائيل. قدمت أوراق اعتمادها إلى الرئيس شمعون بيريز، في 1 سبتمبر 2008.

### النمسا والأمم المتحدة
في عام 2013، تم تعيينها سفيرة الدنمارك لدى النمسا. خلال فترة عملها كسفيرة للدنمارك في النمسا، عملت أيضًا في الوقت نفسه كسفيرة غير مقيمة معتمدة للدنمارك في شمال مقدونيا (2014–2017)، وسلوفاكيا (2014–2017)، وسلوفينيا (2014–2018) وألبانيا (2018).
بفضل منصبها كسفيرة للدنمارك في فيينا، أصبحت أيضًا ممثلة الدنمارك الدائمة لدى جميع منظمات الأمم المتحدة في فيينا، بما في ذلك الممثل الدائم للدنمارك لدى منظمة الأمن والتعاون في أوروبا ومنظمة معاهدة الحظر الشامل للتجارب النووية، بالإضافة إلى الممثل المقيم للدنمارك لدى الوكالة الدولية للطاقة الذرية. من عام 2017 إلى عام 2018، شغلت منصب نائب رئيس مجلس محافظي الوكالة الدولية للطاقة الذرية.

### حلف شمال الأطلسي
في التعديل الوزاري لعام 2018، تم تعيين بليسنر ممثلة دائمة للدنمارك لدى حلف شمال الأطلسي، مما يجعلها أول امرأة تتولى هذا المنصب.
في مقابلة أجريت عام 2021، أكد بليسنر على دور الدنمارك في حلف شمال الأطلسي وأهمية المنظمة في ضمان الأمن والقيم الدنماركية. وأكدت على مساهمات الدنمارك في مهام حلف شمال الأطلسي، بما في ذلك قيادة بعثة حلف شمال الأطلسي في العراق، والمشاركة في مهمتي أفغانستان وكوسوفو، ودعم الوجود المتقدم المعزز في منطقة البلطيق وشرطة حلف شمال الأطلسي الجوية.

### السعودية ودول الخليج
في عام 2022، تم تعيينها سفيرة للدنمارك لدى المملكة العربية السعودية، وفي الوقت نفسه تعمل سفيرة غير مقيمة معتمدة للدنمارك لدى الدول العربية في الخليج العربي، بما في ذلك الكويت والبحرين وعمان واليمن. قدمت أوراق اعتمادها إلى ولي العهد ورئيس وزراء المملكة العربية السعودية محمد بن سلمان. وتُعد بليسنر أيضًا الممثل الرسمي للدنمارك لدى رابطة العالم الإسلامي، ومقرها مكة المكرمة، وسيلتقي بالأمين العام محمد بن عبد الكريم عيسى في عام 2023.
وفي يناير 2023، التقت بالأمير فهد بن سلطان بن عبد العزيز (حفيد عبد العزيز آل سعود)، أمير منطقة تبوك.
في يونيو 2023، زارت بليسنر قيادة القاعدة في قاعدة علي السالم الجوية بالكويت، حيث تفقدت الجناح الجوي الاستكشافي رقم 386، والشراكة الأمريكية الدنماركية.

## حياته الشخصية
هي متزوجة من نيكولاي بليسنر، ولهما ابن واحد.
إنها تتقن اللغة الإنجليزية والإيطالية والألمانية والفرنسية وتتحدث بعض العبرية.

## الإنجازات

### الوطنية
الدنمارك:
- فارس من وسام دانيبروغ (2021)[17]

### الدولية
- ألمانيا: وسام الاستحقاق من الدرجة الأولى وسام استحقاق جمهورية ألمانيا الاتحادية.[17]
- بلغاريا: حائز على جائزة «فرع الغار الذهبي» من وزارة الخارجية البلغارية.[17]
- النمسا: وسام الشرف الكبير باللون الذهبي مع وشاح وسام الشرف للخدمات المقدمة إلى جمهورية النمسا.[17]
- إيطاليا: ضابط من وسام استحقاق الجمهورية الإيطالية.[17]
- لوكسمبورغ: قائد نيشان الاستحقاق لغراندوقية لوكسمبورغ.[17]